# Villerville
Villerville est une commune française, ancien village de pêcheurs, située dans le département du Calvados en région Normandie, peuplée de 606 habitants.
La commune a longtemps abrité un casino, en bois, situé devant l'estacade. Il est aujourd'hui transformé en hôtel-restaurant. Une moulière existe au large de la plage, sur le banc du Ratier, à environ 3 km.

## Géographie

### Localisation
La commune est située au nord du pays d'Auge, sur la côte de Grâce, littoral de la Manche entre Trouville-sur-Mer et Honfleur. Son bourg est à 5 km au nord-est de Trouville-sur-Mer, à 9 km à l'ouest de Honfleur et à 17 km au nord de Pont-l'Évêque.
| Mer de la Manche                    | Mer de la Manche  | Cricquebœuf |
| Mer de la Manche, Trouville-sur-Mer | Villerville       | Cricquebœuf |
| Trouville-sur-Mer                   | Trouville-sur-Mer | Cricquebœuf |

### Hydrographie
La commune est située dans le bassin Seine-Normandie. Elle est drainée par le cours d'eau 01 de la commune de Villerville,.

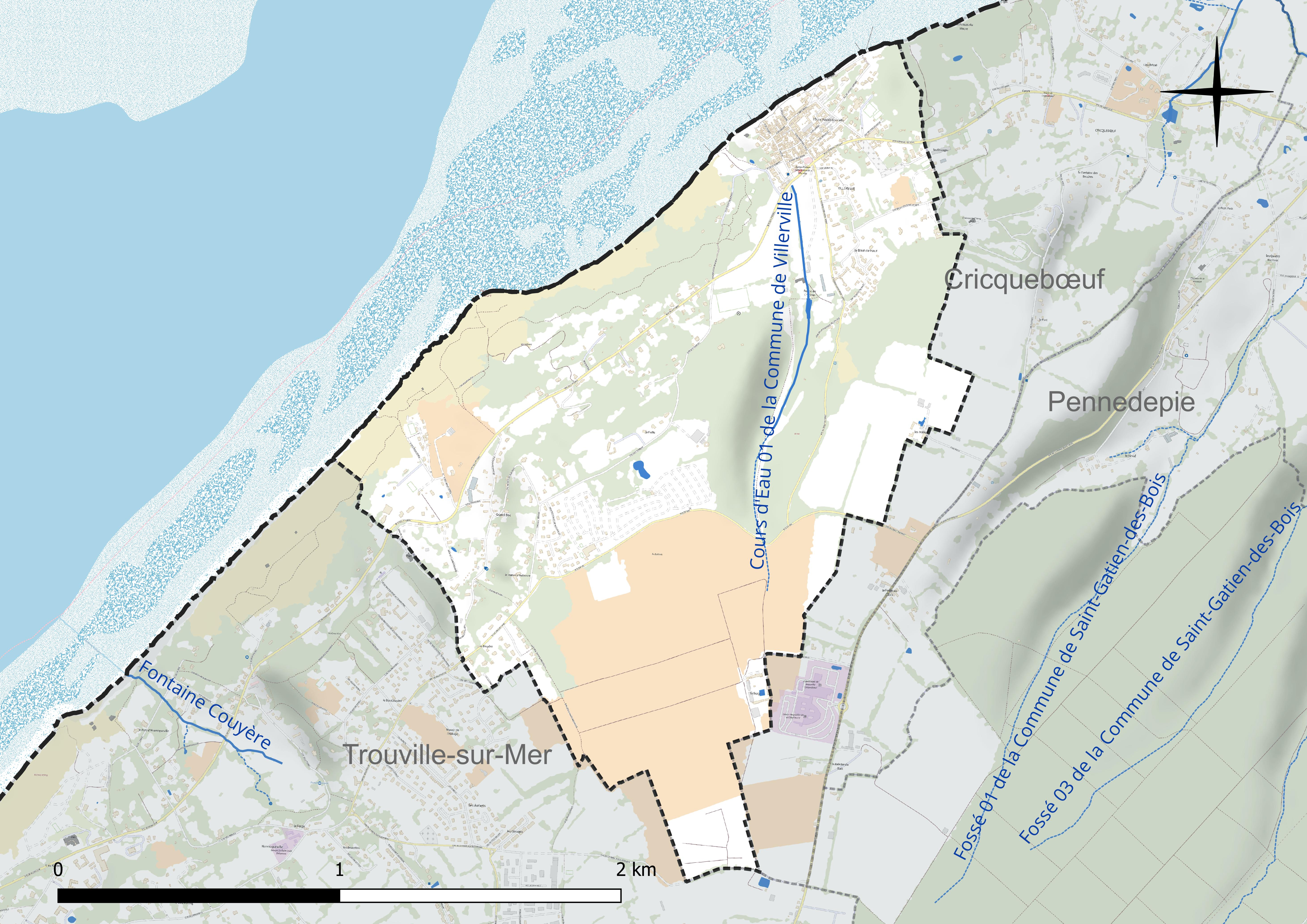
Réseau hydrographique de Villerville.

### Climat
Pour des articles plus généraux, voir Climat de la Normandie et Climat du Calvados.
En 2010, le climat de la commune est de type climat océanique franc, selon une étude du CNRS s'appuyant sur une série de données couvrant la période 1971-2000. En 2020, Météo-France publie une typologie des climats de la France métropolitaine dans laquelle la commune est exposée à un climat océanique et est dans la région climatique  Côtes de la Manche orientale, caractérisée par un faible ensoleillement (1 550 h/an) ; forte humidité de l'air (plus de 20 h/jour avec humidité relative > 80 % en hiver), vents forts fréquents. Parallèlement le GIEC normand, un groupe régional d'experts sur le climat, différencie quant à lui, dans une étude de 2020, trois grands types de climats pour la région Normandie, nuancés à une échelle plus fine par les facteurs géographiques locaux. La commune est, selon ce zonage, exposée à un « climat contrasté des collines », correspondant au Pays d'Auge, Lieuvin et Roumois, moins directement soumis aux flux océaniques et connaissant toutefois des précipitations assez marquées en raison des reliefs collinaires qui favorisent leur formation.
Pour la période 1971-2000, la température annuelle moyenne est de 10,9 °C, avec  une amplitude thermique annuelle de 11,8 °C. Le cumul annuel moyen de précipitations est de 732 mm, avec 11,5 jours de précipitations en janvier et 7,7 jours en juillet. Pour la période 1991-2020, la température moyenne annuelle observée sur la station météorologique la plus proche, située sur la commune de Deauville à 6 km à vol d'oiseau, est de 11,0 ºC et le cumul annuel moyen de précipitations est de 920,4 mm. Pour l'avenir, les paramètres climatiques de la commune estimés pour 2050 selon différents scénarios d'émission de gaz à effet de serre sont consultables sur un site dédié publié par Météo-France en novembre 2022.

## Urbanisme

### Typologie
Au 1er janvier 2024, Villerville est catégorisée petite ville, selon la nouvelle grille communale de densité à 7 niveaux définie par l'Insee en 2022.
Elle appartient à l'unité urbaine de Dives-sur-Mer, une agglomération intra-départementale dont elle est une commune de la banlieue,. Par ailleurs la commune fait partie de l'aire d'attraction de Trouville-sur-Mer, dont elle est une commune du pôle principal,. Cette aire, qui regroupe 35 communes, est catégorisée dans les aires de moins de 50 000 habitants,.
La commune, bordée par la baie de Seine, est également une commune littorale au sens de la loi du 3 janvier 1986, dite loi littoral. Des dispositions spécifiques d'urbanisme s'y appliquent dès lors afin de préserver les espaces naturels, les sites, les paysages et l'équilibre écologique du littoral, tel le principe d'inconstructibilité, en dehors des espaces urbanisés, sur la bande littorale des 100 mètres, ou plus si le plan local d'urbanisme le prévoit.

### Occupation des sols
L'occupation des sols de la commune, telle qu'elle ressort de la base de données européenne d'occupation biophysique des sols Corine Land Cover (CLC), est marquée par l'importance des territoires agricoles (64,9 % en 2018), en diminution par rapport à 1990 (75,6 %). La répartition détaillée en 2018 est la suivante : 
prairies (60,7 %), zones urbanisées (19,7 %), forêts (14,7 %), terres arables (2,8 %), zones agricoles hétérogènes (1,4 %), zones humides côtières (0,7 %). L'évolution de l'occupation des sols de la commune et de ses infrastructures peut être observée sur les différentes représentations cartographiques du territoire : la carte de Cassini (XVIIIe siècle), la carte d'état-major (1820-1866) et les cartes ou photos aériennes de l'IGN pour la période actuelle (1950 à aujourd'hui).

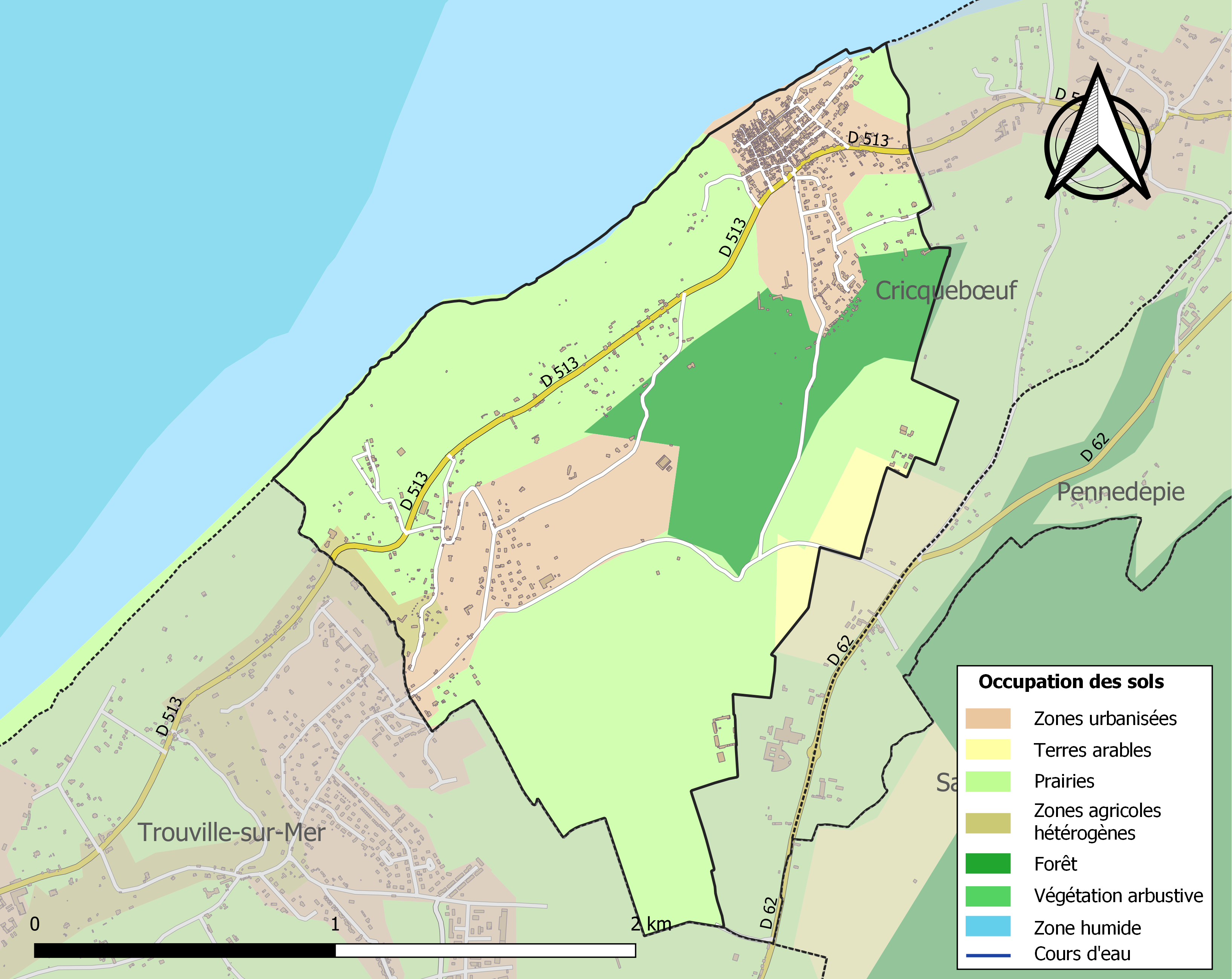
Carte des infrastructures et de l'occupation des sols de la commune en 2018 (CLC).

## Toponymie
Le nom de la localité est attesté sous la forme Willervilla en 1195.
Il s'agit d'une formation toponymique médiévale en -ville dans son sens originel de « domaine rural » (le nom commun ville est issu du latin villa rustica « grand domaine rural »), et dont le premier élément est un anthroponyme selon le cas général.
C'est pourquoi le premier élément du toponyme Viller- est un faux-ami : il représente non pas l'appellatif viller, mais un nom de personne germanique tel que Wil-hari ou Vilhari.
Remarque : le composé Wil-hari d'Albert Dauzat devient Vilhari chez René Lepelley (comprendre Wilhari). En réalité, les noms de personnes germaniques continentaux bien attestés sont Williheri, Willarius, Wil[le]harius (formes latinisées) et il existe un nom de personne anglo-saxon Wilhere. Les noms de personnes anglo-saxons sont fréquents dans la toponymie normande et Villerville se situe dans la zone de diffusion de la toponymie anglo-scandinave.
Le gentilé est Villervillais.

## Histoire

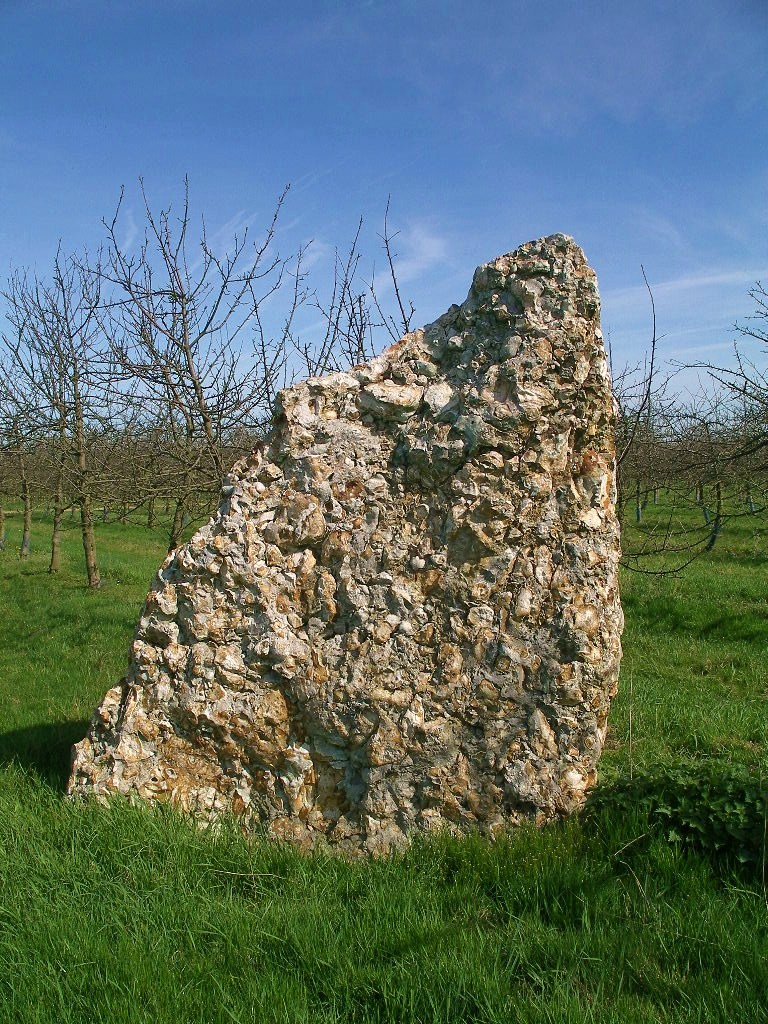
La Grosse Pierre de la Bergerie.

La commune a connu une occupation ancienne comme en témoignent sur les terrains de la ferme de la Bergerie d'un grand menhir de 2,50 m de haut appelé la Grosse Pierre et de deux autres plus petits mégalithes. Il s'agit de blocs de poudingue (pierre provenant d'un banc de pierre situé à 1 km de là). Sur ce site ont été découverts divers outils de pierre polie, ainsi que des ossements.
La légende locale veut que saint Roch (1295–1326) ait là fait reculer la peste, mais en attrapant lui-même cette maladie (la statuaire traditionnelle le représente avec son bâton et son chien lui léchant les plaies. Il figure (statue en bois du XIXe siècle) dans l'église Notre-Dame de Villerville : il est devenu le saint patron des Villervillais.

L'histoire religieuse a également retenu le nom de Thomas Jean Monsaint, né à la Ferme de la Bergerie, devenu prêtre et ayant refusé de renier ses convictions lors de la Terreur. Il fut pour cela emprisonné puis exécuté le 2 septembre 1792 à Paris. Il a été canonisé par Pie XI (en 1926) et une plaque commémore son souvenir dans la tour du clocher.

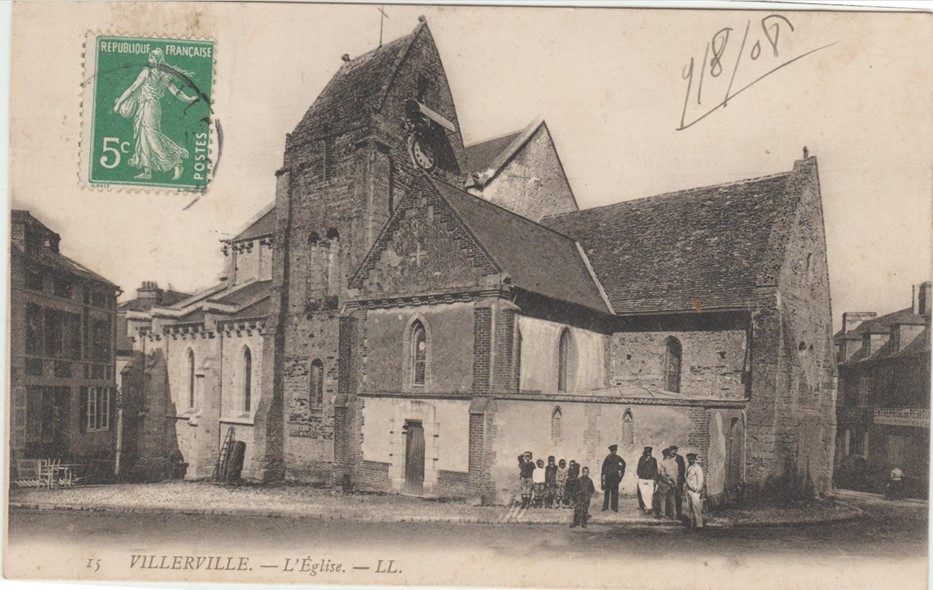
Photographie ancienne de l'église de Villerville.

La commune a longtemps aussi été un village de pêcheurs qui, sur les « plattes de Villerville » (barques à fond plat), allaient pêcher harengs, soles ou turbots. Une pêche dite « aux guideaux » se faisait au filet tendu sur la moulière. La pêche à pied était également pratiquée (moules, crabes, crevettes…), par les « picoteux » (femmes et enfants le plus souvent). Le produit de la pêche (moules notamment) était ramené à terre dans des charrettes dites « banneaux », tirées par des chevaux.

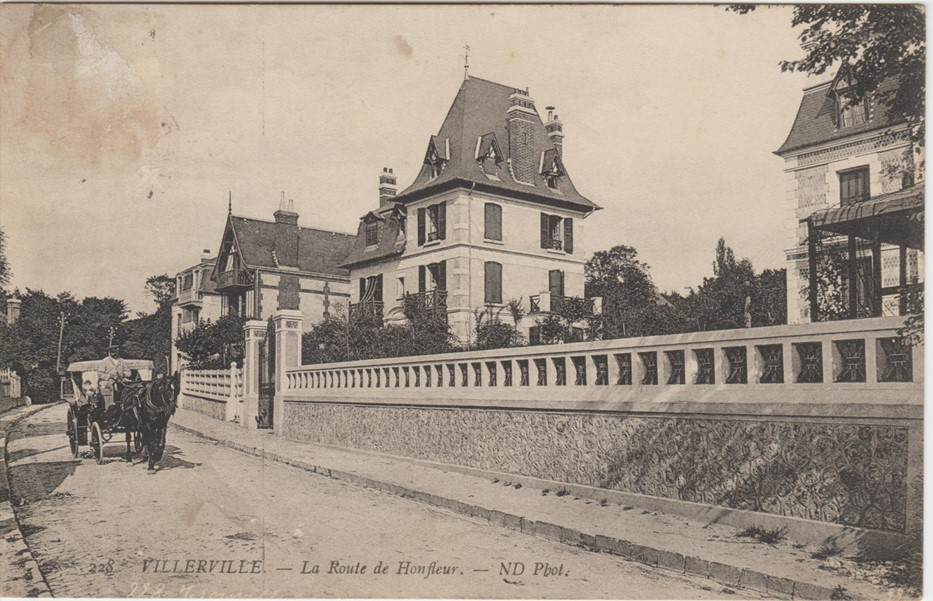
Photographie ancienne de la route de Honfleur à Villerville.

En 1893, une baleine s'échoue sur la plage. Elle est achetée par Nicolas-Marie Simon, dit Simon-Max, chansonnier et ténor à Paris (opéra bouffe), alors propriétaire du casino de Villerville. Après avoir vendu l'huile et la chair de la baleine, il utilise la peau pour y abriter un théâtre assez grand pour accueillir une petite centaine de spectateurs. Le caractère original de ce petit théâtre Baleine contribue à son succès. La baleine est déménagée au casino de Paris, mais elle y brûlera.
Le peintre Édouard Dantan y meurt accidentellement le 7 juillet 1897 : la voiture dans laquelle il se trouve heurte violemment le mur de l'église du village après que son cheval se fut emballé.

## Politique et administration
La commune est un village fleuri (deux fleurs) au concours des villes et villages fleuris.
| Période                                  | Période   | Identité           | Étiquette | Qualité                                   |
| ---------------------------------------- | --------- | ------------------ | --------- | ----------------------------------------- |
| Les données manquantes sont à compléter. |           |                    |           |                                           |
| 1963                                     | mars 1989 | Jacques Grainville |           | Entrepreneur (père de Patrick Grainville) |
| mars 1989                                | En cours  | Michel Marescot    | DVD       | Juriste                                   |

Le conseil municipal est composé de quinze membres dont le maire et quatre adjoints.

## Démographie
L'évolution du nombre d'habitants est connue à travers les recensements de la population effectués dans la commune depuis 1793. Pour les communes de moins de 10 000 habitants, une enquête de recensement portant sur toute la population est réalisée tous les cinq ans, les populations de référence des années intermédiaires étant quant à elles estimées par interpolation ou extrapolation. Pour la commune, le premier recensement exhaustif entrant dans le cadre du nouveau dispositif a été réalisé en 2008.
En 2022, la commune comptait 606 habitants, en évolution de −8,18 % par rapport à 2016 (Calvados : +1,58 %, France hors Mayotte : +2,11 %).
Villerville a compté jusqu'à 1 091 habitants en 1901.
| 1793 | 1800 | 1806 | 1821 | 1831 | 1836 | 1841 | 1846 | 1851 |
| ---- | ---- | ---- | ---- | ---- | ---- | ---- | ---- | ---- |
| 859  | 804  | 940  | 912  | 890  | 887  | 882  | 884  | 876  |

| 1856 | 1861 | 1866 | 1872 | 1876 | 1881 | 1886 | 1891 | 1896  |
| ---- | ---- | ---- | ---- | ---- | ---- | ---- | ---- | ----- |
| 814  | 815  | 884  | 914  | 983  | 986  | 997  | 978  | 1 052 |

| 1901  | 1906  | 1911  | 1921 | 1926 | 1931 | 1936 | 1946 | 1954 |
| ----- | ----- | ----- | ---- | ---- | ---- | ---- | ---- | ---- |
| 1 091 | 1 065 | 1 036 | 855  | 897  | 835  | 797  | 728  | 801  |

| 1962 | 1968 | 1975 | 1982 | 1990 | 1999 | 2006 | 2008 | 2013 |
| ---- | ---- | ---- | ---- | ---- | ---- | ---- | ---- | ---- |
| 750  | 728  | 722  | 733  | 686  | 676  | 750  | 771  | 698  |

| 2018 | 2022 | - | - | - | - | - | - | - |
| ---- | ---- | - | - | - | - | - | - | - |
| 594  | 606  | - | - | - | - | - | - | - |

## Économie

### Tourisme
Villerville est labellisée « commune touristique » depuis mars 2010.
Villerville est labellisée « village de caractère du Calvados » depuis 2018.

### Anciens titres de presse
Journaux disparus, localisés à Villerville :
- Villerville-Gazette (1928-1939).

## Culture locale et patrimoine
Les lieux et monuments, notamment le patrimoine naturel, ont été décrits ou peints par de nombreux auteurs, peintres ou graveurs dont Valère Lefebvre, Gustave Nicolas Pinel et Émile Gaudrier (fin XIXe siècle).

La plage à Villerville, par Eugène Boudin (1864).
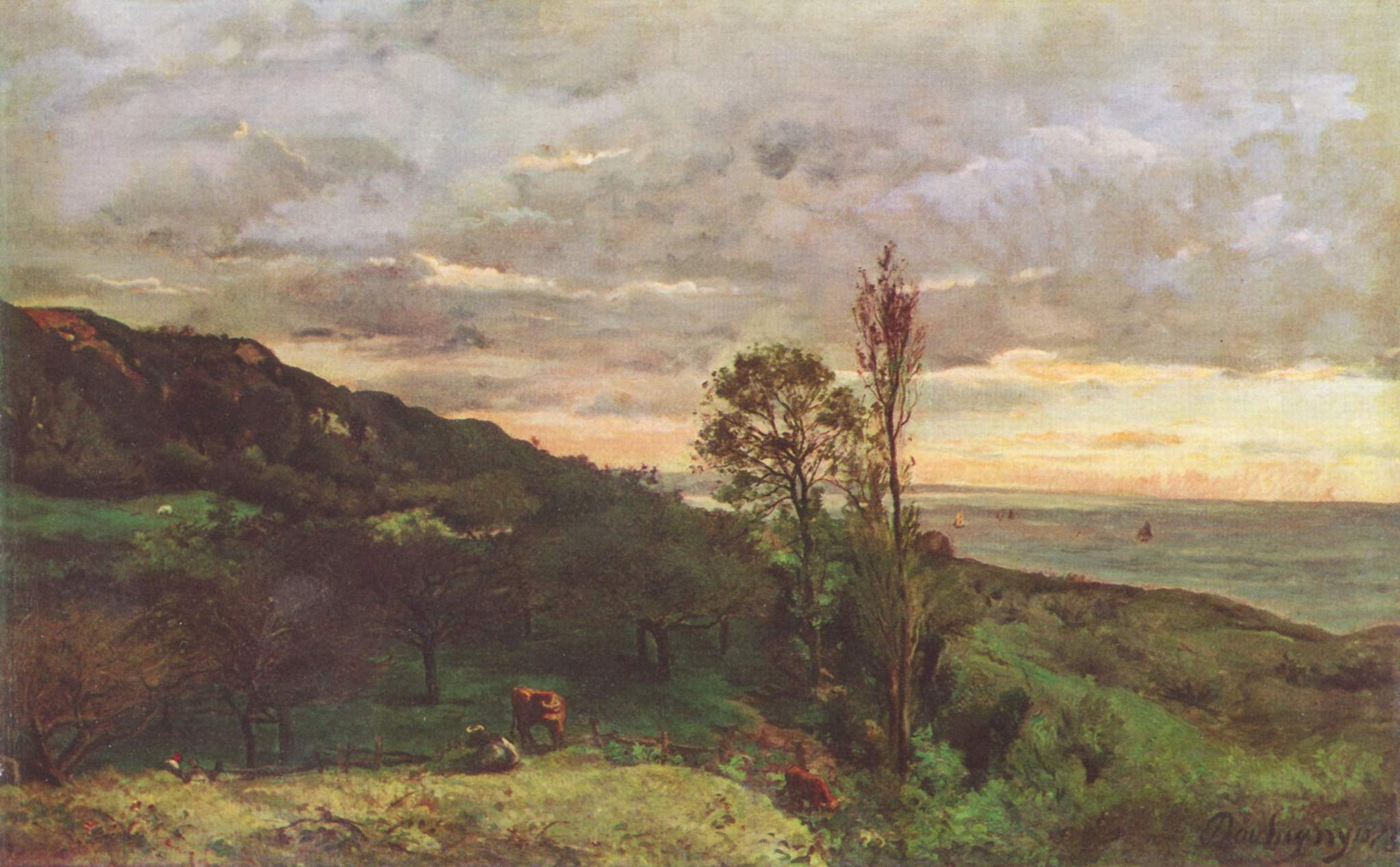
Villerville par Charles-Francois Daubigny (1873).
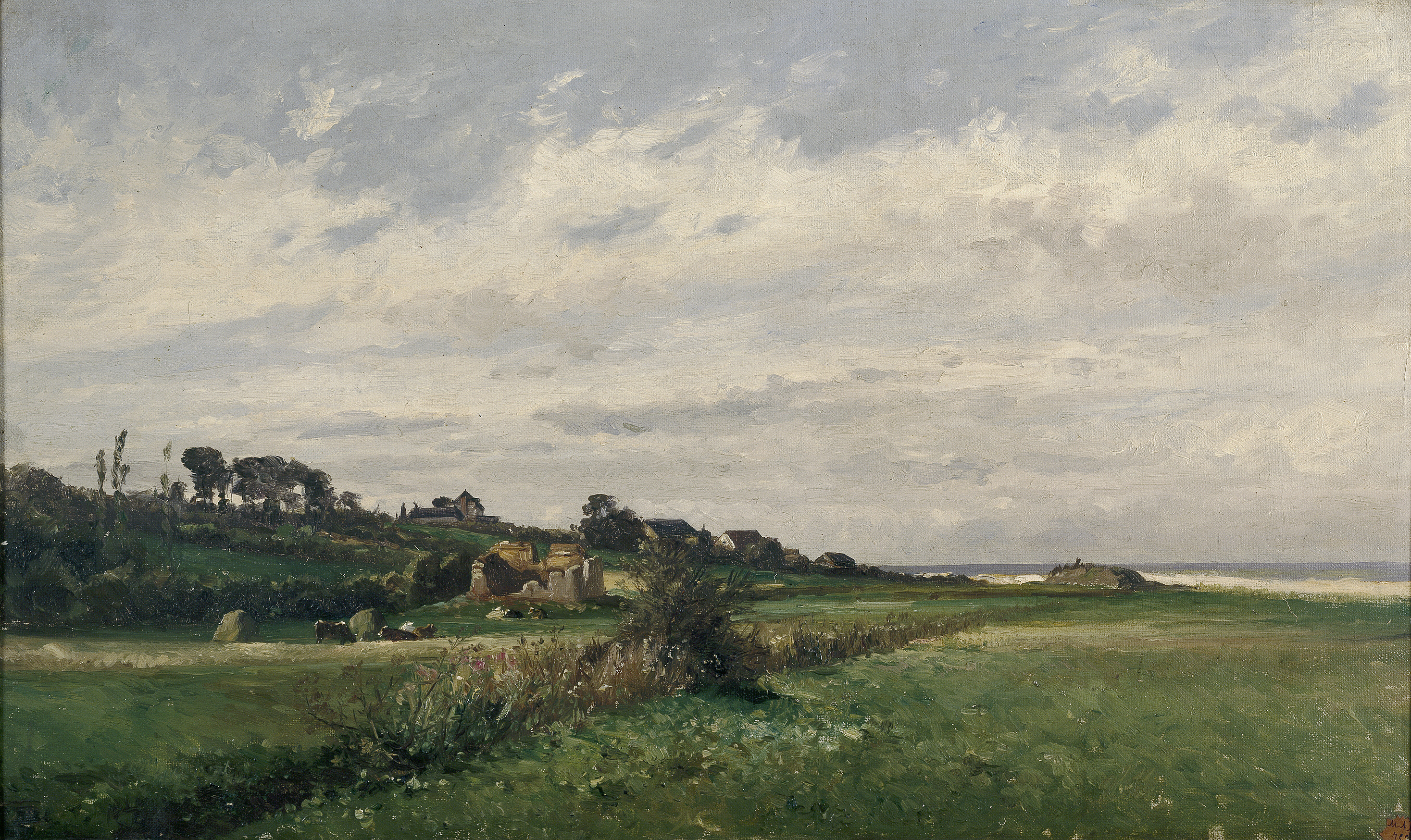
Villerville par Carlos de Haes (1877).
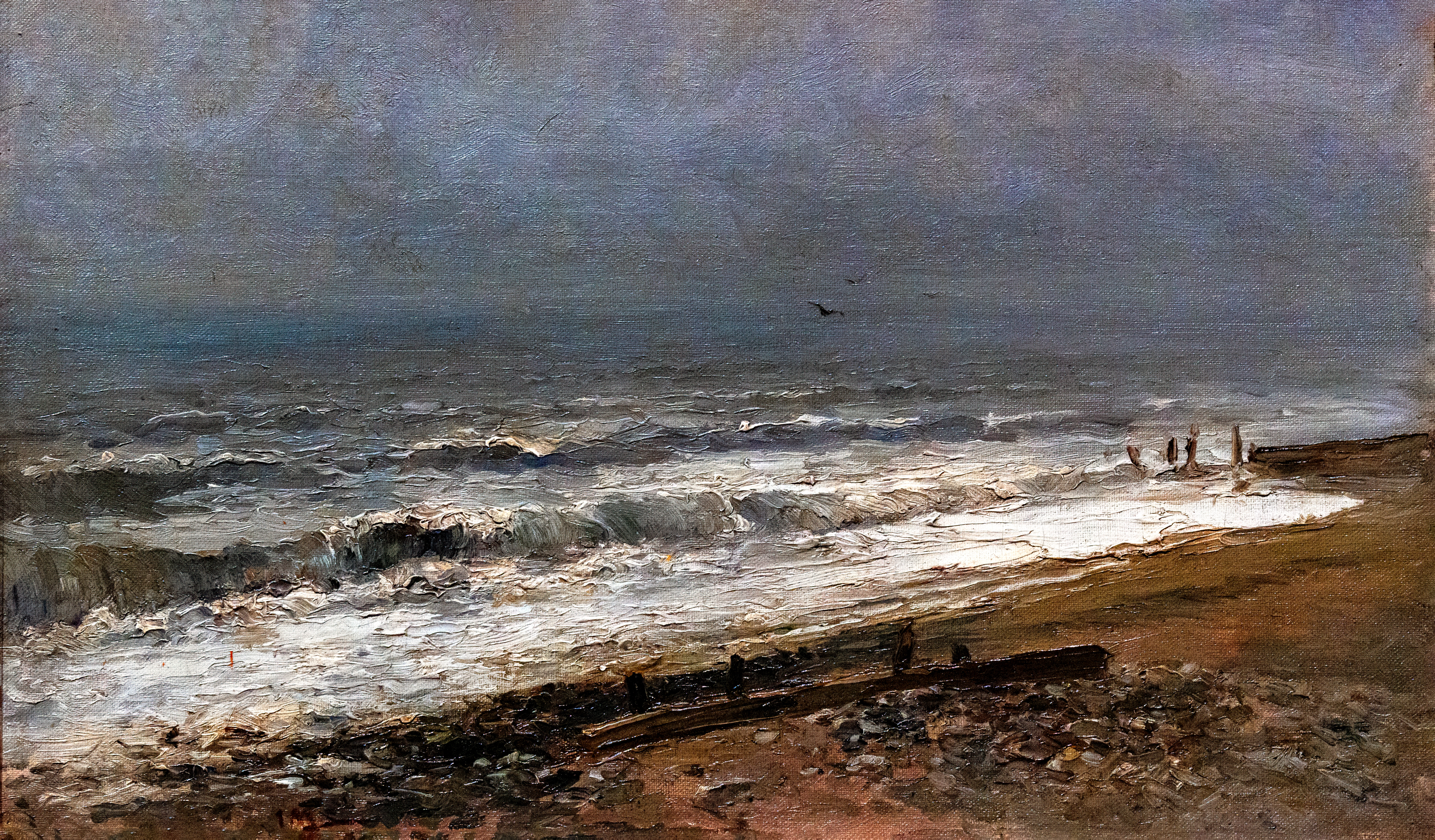
La plage à Villerville, par Jaime Morera (1884).
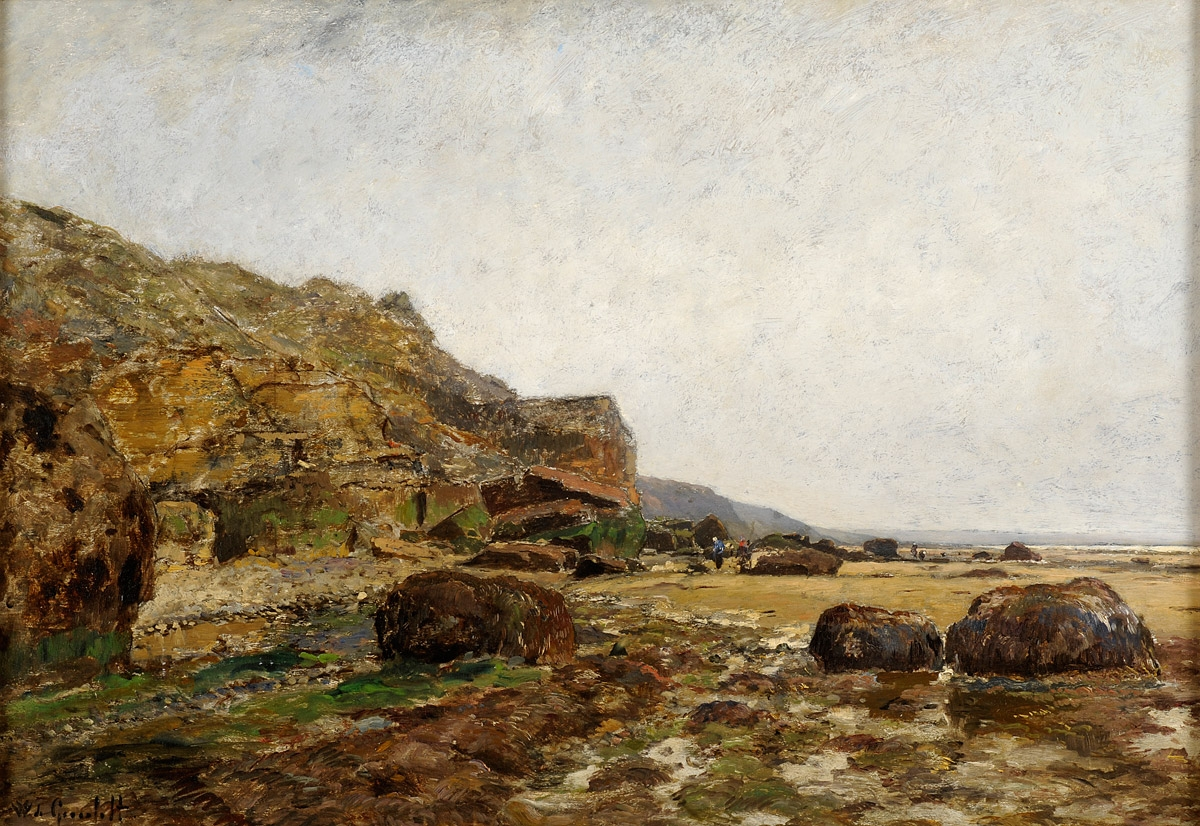
Ramasseurs de moules à Villerville, par Wilhelm von Gegerfelt (vers 1920).
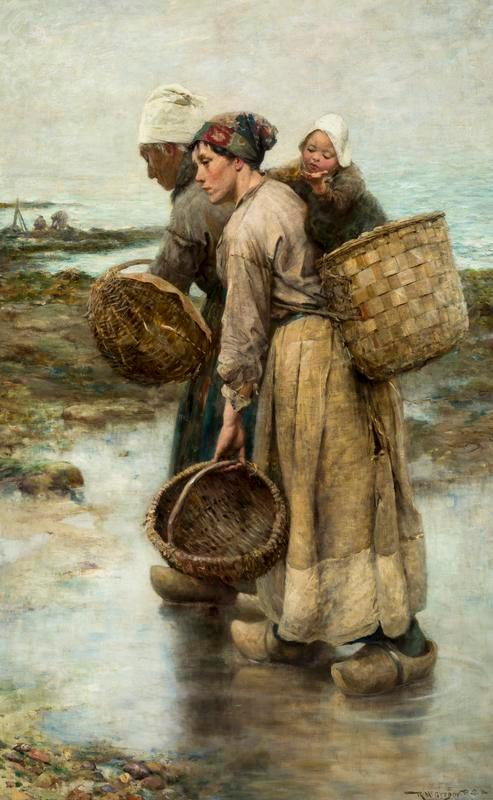
Les Moulières, Villerville, par Robert McGregor (en) (c. 1902).

Contre toute attente, aucun des édifices de la commune n'est fiché sur Mérimée.

### Lieux et monuments
- Église Notre-Dame (en partie du XIIe). Elle abrite quatre tableaux classés à titre d'objets monuments historiques[37].
- Château du Manoir (1875), dessiné par Charles Garnier, propriété de la famille Christofle à l'origine.
- Calvaire (1888).
- Château de Champ-Vert (XIXe siècle)
- Sémaphore.
- Hôtel Mahu (1928/1932)[38], « Grand Hôtel des Parisiens », rue du Maréchal-Foch, où séjournent, entre autres, Lord Alfred Bruce Douglas[39] et Oscar Wilde en 1897. Reconstruit en 1932 par l'architecte trouvillais René Morin, également à l'origine de l'hôtel Flaubert de Trouville. Deauvillais et Trouvillais s'y précipitent pour le « five o'clock » et s'attardent parfois jusqu'au dîner dans l'espoir de croiser Mistinguett ou un duc de Windsor en goguette[40].

La plage à marée basse.

- Lavoir.

### Patrimoine naturel
- Promenade aménagée le long de la plage de sable et de rochers et dans les Graves.
- Point de vue sur Le Havre et le cap de la Hève.
- Parc des Graves.

### Villerville dans les arts

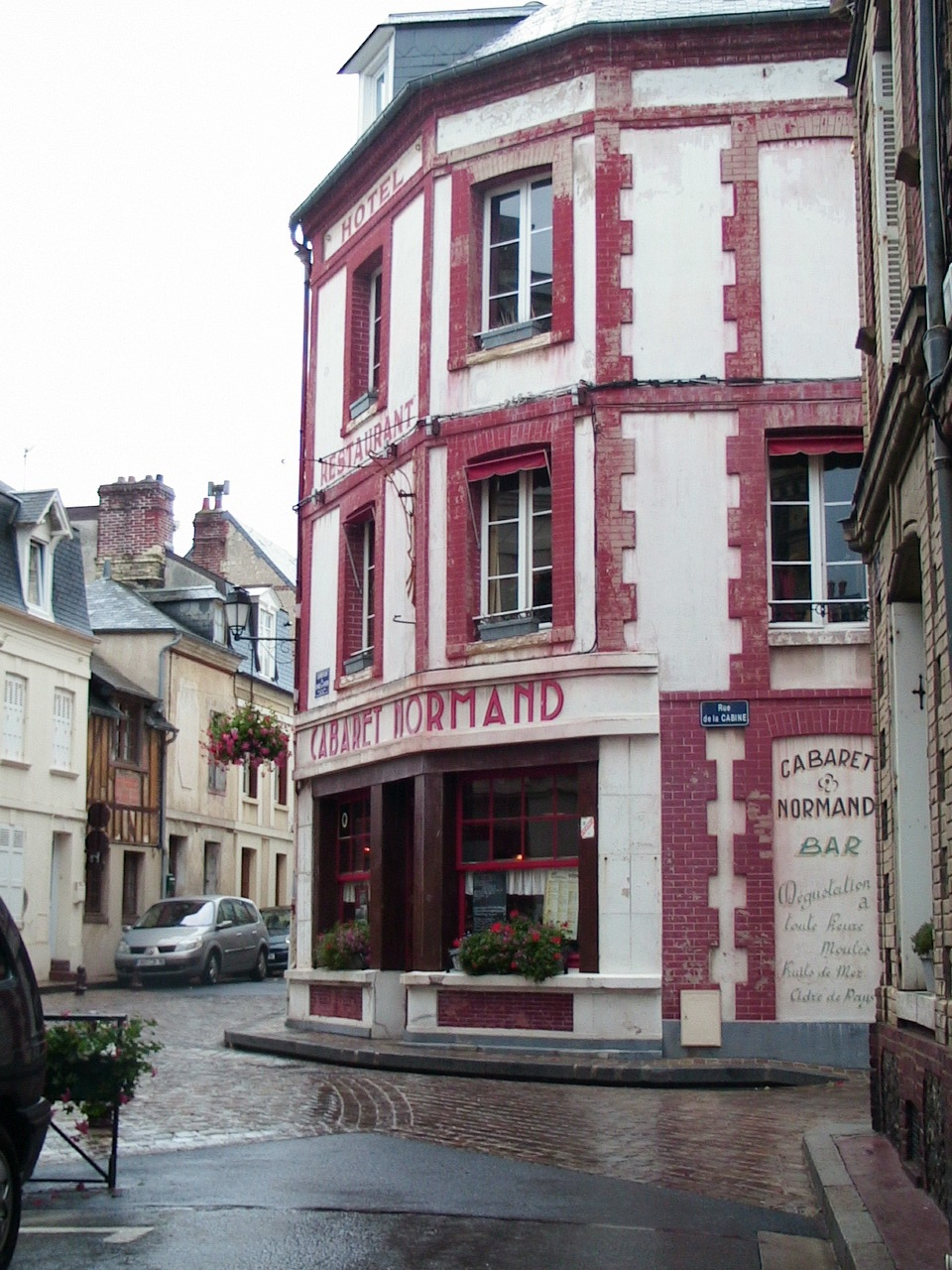
Le restaurant Le Cabaret normand.

- Un singe en hiver, film d'Henri Verneuil, y a été tourné en partie durant l'hiver 1961-1962. Villerville y apparaît sous le nom de Tigreville. Une association locale, créée en 2001, perpétue le souvenir du tournage. Depuis juin 2007, une grande photo du film représentant Jean Gabin et Jean-Paul Belmondo, les deux vedettes du film, a été accrochée sur un mur à l'entrée de la rue principale. En bas de cette rue se trouve le Cabaret normand, restaurant utilisé pour le tournage.

### Activités et manifestations

#### Jumelage
- Hausen bei Würzburg (Allemagne) depuis 2001.

#### Sports
L'Union sportive villervillaise fait évoluer une équipe de football en division de district.

### Personnalités liées à la commune

#### Naissances
- Thomas Jean Monsaint (1725-1792), prêtre canonisé en 1926.
- Ernest Deuve (1843-1900), officier de Marine français.
- Philippe Reynier (1898-1918) est l'un des 560 écrivains morts pour la France inscrits au Panthéon.
- Michel Legrand (1918-1955), résistant, compagnon de la Libération.
- Jeanine Bonvoisin (1926-1996), députée, y est née et y est enterrée.
- Pierre Jaubert (1929-2017), éditeur et producteur de musique.
- Francis Bayer (1938-2004), compositeur.
- Bertrand Bonvoisin (1951-1991), acteur.

#### Décès
- Joséphine-Blanche Bouchet (1833-1892), autrice de romans pour la jeunesse.
- Édouard Joseph Dantan (1848-1897), peintre, a peint la commune.
- Paul Jamot (1863-1939), historien d'art et peintre, a peint la commune.
- Fernand Ledoux (1897-1993), acteur de théâtre et de cinéma. Il repose dans le cimetière communal.
- Philippe Clévenot (1942-2001), acteur, repose dans le cimetière communal
- Bertrand Bonvoisin (1951-1991), acteur, né dans la commune et repose dans le cimetière communal
- Jean-Yves Dubois (1958-2003), acteur, repose dans le cimetière communal
- Maud de Belleroche (1922-2017), romancière, a vécu dans la commune et y repose dans le cimetière communal.
- Bruno de Keyzer (1949-2019), directeur de la photographie, vivait dans la commune

#### Autres

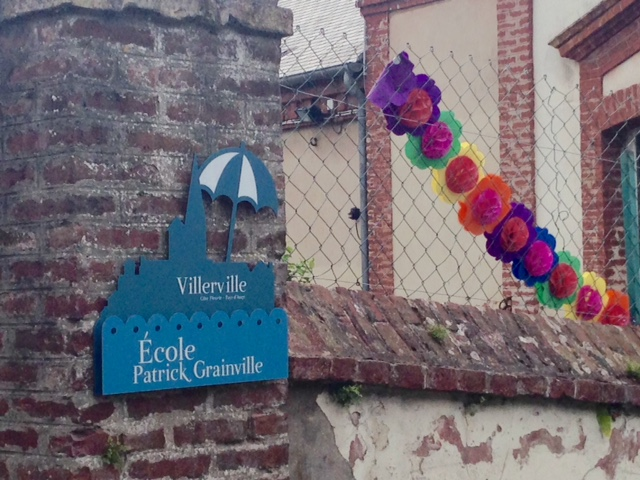
École publique primaire Patrick-Grainville à Villerville.

- Adolphe-Félix Cals (1810-1880), peintre, a peint la commune
- Charles-Francois Daubigny (1817-1878), peintre, a peint la commune
- Alexandre Thiollet (1824-1895), peintre, a peint la commune.
- Eugène Boudin (1824-1898), peintre, a peint la commune
- Carlos de Haes (1829-1898), peintre espagnol, a peint la commune
- Hector Malot (1830-1907), écrivain, évoque Villerville dans son roman Le Mousse
- Lord Alfred Douglas, poète anglais séjourne en juillet 1897 au Grand hôtel des Parisiens[39]
- Hippolyte Camille Delpy (1842-1910), peintre, a peint la commune
- Gabriel Fauré (1845-1924), estivant et cocompositeur de la Messe des pêcheurs de Villerville
- André Messager (1853-1929), estivant et cocompositeur de la Messe des pêcheurs de Villerville
- Georges Darien, (1862-1921), romancier, y a terminé Bas les cœurs (1889)
- Félix Fournery (1865- 1938), peintre, a peint la commune, lieu de villégiature et source privilégiée d'inspiration
- Édouard Vuillard (1868-1940), peintre, a peint la commune
- Louis Bascan (1868-1944), y fut professeur au cours de vacances de l'Alliance française. (1913)
- Mistinguett (1875-1956), chanteuse et actrice, résidente secondaire, près de la plage des Graves
- Paule Andral (1879-1956), actrice, y a possédé la villa Les Jasmins près de celle de Mistinguett
- Raoul Dufy (1877-1953), peintre, a peint la commune
- Lucien Coutaud (1904-1977), peintre, a vécu à Villerville de 1953 à 1977, dans sa propriété du Cheval de Brique.
- Sim (1926-2009), humoriste, résident secondaire
- François de Closets (1933), journaliste, possède une résidence dans la commune
- Jacques Séguéla (1934), publicitaire, propriétaire du château du Manoir de 2008 à 2017[42]
- Pierre Aubé (1944), médiéviste, y a passé une partie de son enfance.
- Patrick Grainville (1947), fils du maire de Villerville Jacques Grainville, écrivain, prix Goncourt, y a passé son enfance
- Brigitte Catillon (1951), comédienne, résidente secondaire
- Bérangère Bonvoisin (1953), comédienne, résidente secondaire
- Jean-Yves Dubois (1958-2003), comédien, résident secondaire, repose dans le cimetière communal[43]
- Sophie Davant (1963), animatrice télé, résidente secondaire
- Laurent Ruquier (1963), animateur télé, auteur, résident secondaire, propriétaire du château du Manoir depuis 2017[42]
- Marc Lavoine (1962), chanteur, acteur, résident secondaire

### Héraldique
| Armes de Villerville | Les armes de la commune de Villerville se blasonnent ainsi : D'azur à la bande d'or chargée de trois crevettes du champ, accompagnée en chef d'un bateau contourné d'argent et en pointe d'une coquille de moule du même, au chef cousu de gueules chargé d'un léopard aussi d'or. |